# Мирис пољског цвећа
Мирис пољског цвећа је југословенски играни филм из 1977. режисера Срђана Карановића. Аутори сценарија су Карановић и Рајко Грлић.
Филм је реализован у облику колажа састављеног од документарних и играних делова у којима се прати познати глумац од тренутка када, без видљивог разлога, напушта породицу и посао у позоришту и одлази на шлеп свог пријатеља лађара.
Југословенска кинотека у сарадњи са ВИП мобајл и Центар филмом је рестаурисала овај филмски класик. Премијера је одржана у свечаној сали Југословенске кинотеке 27. децембра 2018.

## Радња
Филм прати успешног и познатог глумца који напушта позориште како би живео код свог пријатеља на реморкеру. Људи из његовог доскорашњег окружења сазнају више о његовом потезу и сами долазе на обалу реке како би и сами живели слободне животе. Питање је ко је ту шта нашао.

## Музика
Музику за филм је компоновао Зоран Симјановић, звук је снимио Марко Родић, а тонска обрада је урађена у ЦФС Кошутњак. Поред оригиналне музике Зорана Симјановића, у филму се чује и Штраусов валцер На лепом плавом Дунаву. Албум са музиком из филма објављен је 19. октобра 1978.

## Улоге
| Глумац                      | Улога                                           |
| --------------------------- | ----------------------------------------------- |
| Љуба Тадић                  | Иван Васиљевић                                  |
| Александар Берчек           | Мали                                            |
| Олга Спиридоновић           | Деса                                            |
| Соња Дивац                  | Соња                                            |
| Богдан Диклић               | репортер                                        |
| Горица Поповић              | репортерка                                      |
| Љубомир Ћипранић            | тонац Ђока                                      |
| Миодраг Радовановић — Мргуд | директор телевизије Миодраг Радовановић — Мргуд |
| Чедомир Петровић            | инспектор                                       |
| Виктор Старчић              | режисер у позоришту                             |
| Бранко Цвејић               | Коле                                            |
| Мића Томић                  | глумац 1 Мића Томић                             |
| Слободан Алигрудић          | инспектор за крвне деликте                      |
| Растко Тадић                | глумац 1                                        |
| Весна Крајина               |                                                 |
| Мирјана Блашковић           |                                                 |
| Мирчета Вујичић             |                                                 |
| Момир Петровић              |                                                 |
| Горан Марковић              | асистент режисера у позоришту                   |
| Ратислава Гачић             | Стана                                           |
| Немања Живић                | Јеца „Смрда“                                    |
| Милица Остојић              | кафанска пјевачица Милица Остојић — Трофртаљка  |
| Милан Вукичевић             |                                                 |
| Никола Ђорђевић             |                                                 |
| Ева Молнар                  |                                                 |
| Живота Брадић               |                                                 |
| Душан Стефановић            |                                                 |

## Награде
Филм је 1978. добио награду Међународне федерације филмских критичара (Fipresci) на Канском фестивалу.
На Филмском фестивалу у Пули 1978. филм је освојио Златну арену за режију (Срђан Карановић), Златну арену за музику (Зоран Симјановић) и Златну арену за фотографију (Живко Залар). Исте године филм је добио и награду Мала Пула у Београду, те плакету Дома омладине за филм и филмску музику.

## Културно добро
Југословенска кинотека је, у складу са својим овлашћењима на основу Закона о културним добрима, 28. децембра 2016. године прогласила сто српских играних филмова (1911-1999) за културно добро од великог значаја. На тој листи се налази и филм "Мирис пољског цвећа".